# Джильи, Никола
Никола Джильи (итал. Nicola Gigli; 1800, Неаполь — 1880, Неаполь) — итальянский юрист и политик.
С 1829 года профессор права в Неаполитанском университете, учениками Джильи были ведущие неаполитанские юристы второй половины XIX века. В мае 1848 года, при реставрации абсолютизма в Королевстве Обеих Сицилий, был назначен министром юстиции (официально — министром милости и справедливости, итал. ministro di grazia e giustizia): по словам принадлежавшего к противоположной, революционной партии публициста Джузеппе Массари, «ни один порядочный судья не хотел принять должность; наконец нашёлся некий Никола Джильи, ничтожнейший педант и посредственнейший крючкотвор, который, несказанно радуясь приглашению подняться на такую неожиданную высоту, согласился» (итал. Nessun magistrato di onore volle assumerne il carico. Finalmente , si trovò un tal Nicola Gigli, meschinissimo pedante e mediocrissimo legulejo, il quale, oltre ogni dire lieto di essere invitato ad ascendere a tanta ed inaspettata altezza, accettò). Освобождён от должности в августе 1849 года.
Позднее, уже в объединённой Италии, был в 1865 году избран депутатом Палаты депутатов Королевства Италия IX созыва от округа Теано, однако его мандат был аннулирован парламентской комиссией в связи с нарушениями при выборах.